# Gloria Tour
Gloria Tour es la primera gira internacional de conciertos de la cantante mexicana Gloria Trevi, con esta gira recorrió toda la República Mexicana, parte de América latina y de Estados Unidos.
Esta gira fue en promoción a su álbum del 2011 titulado Gloria para después utilizar estos mismos conciertos y grabar su segundo álbum en directo llamado Gloria en Vivo que salió a la venta en 2012

## Escenario
El escenario está diseñado de manera que cuenta con unos escalones en medio del fondo del escenario, donde la cantante canta varios de los éxitos de su Gira, así mismo un elevador en la parte superior de las escaleras por donde hace su entrada al iniciar el concierto y en varias de las canciones que canta durante todo el concierto.

## Recepción
La aceptación del público fue muy buena ya que en pocas horas de haber puesto los boletos a la venta estos se agotaban, no solo en México, también es las ciudades de América Latina y de Estados Unidos, teniendo que poner doble fecha en muchas ocasiones a petición de su público.
- Estados Unidos
- México (7 auditorios nacionales, una de las giras más exitosas de los últimos tiempos)
- En Venezuela estaba programados dos conciertos para el 26 y 27 de mayo, la primera fecha correspondía para Caracas y la segunda para Valencia, sin embargo, ambas fechas fueron canceladas.
- Colombia (de promoción en junio de 2011)
- Puerto Rico (de promoción en 2011)
- Republicana Dominicana (Premios Casandra 2012)
- En Argentina estaba programa una fecha para el Teatro Gran Rex en Buenos Aires para el 16 de agosto de 2012, sin embargo, esta fecha también fue cancelada
- Chile (de promoción en septiembre de 2012 y en el cierre del Teletón el primero de diciembre del 2012. En realidad estas visitas de Gloria se trataron para promocionar la visita de Gloria al Festival de Viña del Mar en febrero y marzo del 2013. Gloria se dedicó a promocionar la canción "Gloria" y el álbum "Gloria en vivo", mismo que para cuando Gloria regresó en marzo, se había convertido en disco de oro por las altas ventas. Las visitas de Gloria se convirtieron en todo un fenómeno. Cabe mencionar que en el regreso de Gloria en 2013, significó el arranque del nuevo tour "Agarrate Tour". Trevi ganó 4,400,000$ por su gira

## Lista de canciones
| Primera fase 2011 |
| --- |
| 1. Gloria 2. Los Borregos 3. Con los ojos cerrados 4. Lo que una chica por amor es capaz 5. La acera de enfrente/Agárrate/A gatas/Qué bueno que no fui Lady Di! ...CAMBIO... 1. Esa Hembra Es Mala 2. Un día Mas de vida ...CAMBIO... 1. Tu Ángel de la Guarda 2. Vestida De Azúcar 3. Recostada en La Cama ...CAMBIO... 1. Pelo suelto/Zapatos Viejos/la Papa sin Cátsup ...CAMBIO... 1. Todos Me Miran ...CAMBIO... 1. Pruebamelo 2. La noche 3. El Favor de la Soledad 4. Me río de Ti 5. Cinco Minutos ...CAMBIO... 1. El recuento de los Daños 2. Dr. Psiquiatra ...cambio... 1. Mañana |

| Segunda fase 2011 |
| --- |
| 1. Gloria 2. Con los ojos cerrados 3. Fuego con Fuego 4. Lo que una chica por amor es capaz 5. Pruebamelo ...CAMBIO... 1. Psicofonia ...CAMBIO... 1. Tu ángel de la Guarda 2. Vestida de Azúcar 3. Recostada en La Cama ...CAMBIO... 1. Esa Hembra es Mala 2. Siempre a Mi ...CAMBIO... 1. La Noche 2. Pelo suelto/Zapatos Viejos/la Papa sin Cátsup ...CAMBIO... 1. Todos Me Miran 2. Me rio de Ti ...CAMBIO... 1. El Favor de la Soledad ...CAMBIO... 1. Cinco Minutos ...CAMBIO... 1. El Recuento de los Daños 2. Dr. Psiquiatra ...CAMBIO... 1. Mañana |

| Primera fase 2012 |
| --- |
| 1. Gloria 2. Con los ojos Cerrados 3. Lo que una chica por amor es capaz 4. Pruebamelo 5. Siempre a mi ...CAMBIO... 1. Psicofonia ...CAMBIO... 1. Esa Hembra es mala/Ese Hombre es malo 2. Vestida de Azúcar 3. Recostada en La Cama ...CAMBIO... 1. Pelo suelto/Zapatos Viejos/la Papa sin Cátsup ...CAMBIO... 1. Todos me Miran ...CAMBIO... 1. La Noche 2. El favor de la Soledad 3. Me Río de ti 4. Cinco Minutos ...CAMBIO... 1. El Recuento de los Daños 2. Dr. Psiquiatra ...CAMBIO... 1. Mañana |

| Segunda fase 2012 |
| --- |
| 1. Una rosa Blu/Gloria 2. Pruebamelo 3. Despiertame 4. Con los ojos Cerrados 5. El recuento de los daños 6. Lo que una chica por amor es capaz ...CAMBIO... 1. Psicofonia ...CAMBIO... 1. Tu ángel de la Guarda 2. Vestida de Azúcar 3. Recostada en La Cama ...CAMBIO... 1. Cambio y Fuera 2. Me siento tan sola/Si me llevas contigo/El último beso/Hoy me iré de casa/Que voy a hacer sin el/En Medio de la Tempestad/ Siempre a mi ...CAMBIO... 1. Esa Hembra es Mala/Ese Hombre es Malo ...CAMBIO... 1. La Noche 2. Pelo suelto/Zapatos Viejos/la Papa sin Cátsup ...CAMBIO... 1. Todos me Miran 2. Me río de Ti ...CAMBIO... 1. El favor de la Soledad ...CAMBIO... 1. Cinco Minutos ...CAMBIO... 1. Dr. Psiquiatra ...CAMBIO... 1. Como si Fuera la Primera vez 2. Mañana |

## Fechas
| Norte América            |                       |                |                                          |
| 19 de febrero de 2011    | Mérida                | México         | Complejo Deportivo La Inalámbrica        |
| 3 de marzo de 2011       | Veracruz              | México         | Auditorio Benito Juárez                  |
| 16 de marzo de 2011      | Orizaba               | México         | Plaza de Toros La Concordia              |
| 2 de abril de 2011       | Tepic                 | México         | Feria de la mexicanidad                  |
| 7 de abril de 2011       | Dallas                | Estados Unidos | Far West                                 |
| 23 de abril de 2011      | Cuernavaca            | México         | Palenque de Cuernavaca                   |
| 6 de mayo de 2011        | Morelia               | México         | Centro de Espectáculos de la Expo        |
| 25 de junio de 2011      | Pachuca               | México         | Plaza de Toros Vicente Segura            |
| 1 de julio de 2011       | Torreón               | México         | Coliseo Centenario                       |
| 4 de julio de 2011       | Chihuahua             | México         | Palenque de Chihuahua                    |
| 31 de julio de 2011      | Ciudad del Carmen     | México         | Domo del Mar                             |
| 26 de agosto de 2011     | San Luis Potosí       | México         | Palenque de la FENAPO                    |
| 3 de septiembre de 2011  | Las Vegas             | Estados Unidos | Hilton Las Vegas                         |
| 4 de septiembre de 2011  | Pomona                | Estados Unidos | LA County Fair                           |
| 7 de septiembre de 2011  | Zacatecas             | México         | Teatro del Pueblo                        |
| 9 de septiembre de 2011  | Chihuahua             | México         | Estadio Manuel L. Almanza                |
| 10 de septiembre de 2011 | Ciudad Juárez         | México         | Coliseo Centenario                       |
| 23 de septiembre de 2011 | Hermosillo            | México         |                                          |
| 24 de septiembre de 2011 | Ciudad Obregón        | México         | Arena ITSON                              |
| 29 de septiembre de 2011 | Saltillo              | México         |                                          |
| 7 de octubre de 2011     | Monterrey             | México         | Auditorio Banamex                        |
| 14 de octubre de 2011    | Ciudad de México      | México         | Auditorio Nacional                       |
| 15 de octubre de 2011    | Ciudad de México      | México         | Auditorio Nacional                       |
| 22 de octubre de 2011    | Ensenada              | México         | Rancho San Gabriel                       |
| 27 de octubre de 2011    | Santiago de Querétaro | México         | Auditorio Josefa Ortiz de Domínguez      |
| 29 de octubre de 2011    | Tlaxcala              | México         | Palenque de Tlaxcala                     |
| 30 de octubre de 2011    | Ciudad de México      | México         | Auditorio Nacional                       |
| 2 de diciembre de 2011   | Veracruz              | México         | World Trade Center                       |
| 10 de diciembre de 2011  | Zapopan               | México         | Auditorio Telmex                         |
| 17 de diciembre de 2011  | Silao                 | México         | Parque Guanajuato Bicentenario           |
| 30 de diciembre de 2011  | Acapulco              | México         | Fórum de Mundo Imperial                  |
| 17 de marzo de 2012      | Aguascalientes        | México         | Plaza de Toros Monumental                |
| 31 de marzo de 2012      | Colima                | México         | Megapalenque de Villa de Álvarez         |
| 7 de abril de 2012       | Isla del Padre        | Estados Unidos | Schlitterbaun                            |
| 14 de abril de 2012      | Miami                 | Estados Unidos | The Fillmore Miami Beach                 |
| 28 de abril de 2012      | San Luis Potosí       | México         | Club Deportivo La Loma                   |
| 3 de mayo de 2012        | Aguascalientes        | México         | Palenque de Aguascalientes               |
| 4 de mayo de 2012        | Tijuana               | México         | Estadio Caliente                         |
| 11 de mayo de 2012       | Los Ángeles           | Estados Unidos | Nokia Theatre                            |
| Sudamérica               |                       |                |                                          |
| 26 de mayo de 2012       | Caracas               | Venezuela      | Terraza C.C.C.T Cancelado                |
| 27 de mayo de 2012       | Valencia              | Venezuela      | Estacionamiento Hotel Hesperia Cancelado |
| Norte América            |                       |                |                                          |
| 29 de junio de 2012      | Ciudad de México      | México         | Auditorio Nacional                       |
| 30 de junio de 2012      | Ciudad de México      | México         | Auditorio Nacional                       |
| Sudamérica               |                       |                |                                          |
| 16 de agosto de 2012     | Buenos Aires          | Argentina      | Teatro Gran Rex Cancelado                |
| Norte América            |                       |                |                                          |
| 31 de agosto de 2012     | Ciudad de México      | México         | Auditorio Nacional                       |
| 15 de septiembre de 2012 | Acapulco              | México         | Fórum de Mundo Imperial                  |
| 4 de octubre de 2012     | Ciudad de México      | México         | Auditorio Nacional                       |
| 14 de octubre de 2012    | Houston               | Estados Unidos | Arena Theatre                            |
| 19 de octubre de 2012    | Zapopan               | México         | Palenque Fiestas de Octubre              |
| 27 de octubre de 2012    | Monterrey             | México         | Arena Monterrey                          |
| 1 de noviembre de 2012   | San Antonio           | Estados Unidos | Club Río                                 |
| 4 de noviembre de 2012   | San Francisco         | Estados Unidos | Fillmore                                 |
| 16 de noviembre de 2012  | Oaxaca                | México         | Auditorio Guelaguetza                    |
| 17 de noviembre de 2012  | Puebla                | México         | Auditorio del CCU                        |
| Sudamérica               |                       |                |                                          |
| 1 de diciembre de 2012   | Santiago              | Chile          | Estadio Nacional 'Teletón'               |
| Norte América            |                       |                |                                          |
| 7 de diciembre de 2012   | Tampico               | México         | Expo Tampico                             |
| 14 de diciembre de 2012  | Las Vegas             | Estados Unidos | House of Blues                           |